# Saint-Christophe-du-Ligneron
Saint-Christophe-du-Ligneron é uma comuna francesa na região administrativa da Pays de la Loire, no departamento de Vendéia. Estende-se por uma área de 42,42 km². Em 2010 a comuna tinha 2 613 habitantes (densidade: 61,6 hab./km²).